# Ours (imprimerie)
Pour les articles homonymes, voir Ours (homonymie).

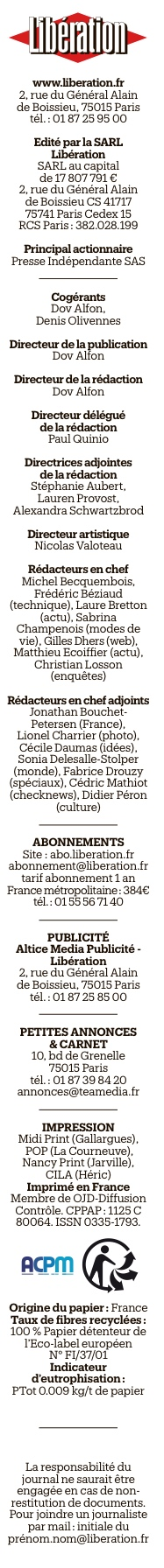
L'ours du journal Libération (2022).

Dans l'édition, l'imprimerie et la presse, l’ours est un encadré — un rectangle contenant du texte et délimité par un cadre — situé généralement au début ou à la fin d'un imprimé. Il recense les noms et adresses de l'éditeur et de l'imprimeur, ainsi que les fonctions et les noms des collaborateurs ayant participé à sa fabrication. Dans le langage de la presse écrite, on le désigne également sous le terme de colophon.
À l'origine, dans un journal français, l'ours ne contenait que les mentions légales obligatoires suivantes : l’éditeur de la publication, le directeur de la publication, le nom et l'adresse de l’imprimeur, le dépôt légal, l'ISSN.
Mais, sous l'influence des magazines anglo-saxons et de leur masthead, les quotidiens et magazines français publient aujourd'hui des ours allant d'un huitième à la pleine page et donnant les noms de tous les collaborateurs clés de la rédaction, de l'administration, de la publicité et des ventes.
Son équivalent, dans le cinéma et à la télévision, est le générique.

## Origine
Le terme serait à l'origine un surnom donné à l'imprimeur au XIXe siècle. L'« ours » désignait le compagnon pressier, en raison de ses supposés mouvements lourds pour encrer les formes, tandis que le typographe, qui levait les lettres et les disposait sur son composteur, était appelé « singe ».
Juridiquement responsable de ce qu'il publiait, l'imprimeur était légalement tenu de mentionner son nom, celui de l'imprimerie et son adresse, sur les livres et journaux qu'il imprimait et il le faisait dans un petit encadré que l'on prit l'habitude de désigner comme étant l'ours.
On trouve une explication du terme chez Balzac (« Les Deux Poètes », in Illusions perdues, tome 4 de Scènes de la vie de province) : 

« Ce Séchard était un ancien compagnon pressier, que dans leur argot typographique les ouvriers chargés d'assembler les lettres appellent un ours. Le mouvement de va-et-vient, qui ressemble assez à celui d'un ours en cage, par lequel les pressiers se portent de l'encrier à la presse et de la presse à l'encrier, leur a sans doute valu ce sobriquet. En revanche, les ours ont nommé les compositeurs des singes, à cause du continuel exercice qu'ils font pour attraper les lettres dans les cent cinquante-deux petites cases où elles sont contenues. »

### Autre explication
Serge Bénard, dans Les Mots de la presse écrite, explique que ce terme viendrait de l'anglais « ours » (qui se traduit par « les nôtres ») pour dire aux lecteurs : « Voici qui nous sommes. »